# Aleksandr Michajlovič Romanov
Aleksandr Michajlovič Romanov (in russo Александр Михайлович?), conosciuto con il nome di Sandro (Tbilisi, 13 aprile 1866 – Roccabruna, 26 febbraio 1933) granduca dell'Impero russo, era ammiraglio della Flotta Imperiale di Russia.

## Biografia

### Infanzia
Nipote dello zar Nicola I (1796-1855), era figlio del granduca Michail Nikolaevič Romanov (1832-1909) e della sua consorte Ol'ga Fëdorovna nata Cecilia di Baden (1839-1891).

### Carriera militare
Venne instradato verso la carriera militare come ufficiale della Marina zarista, della quale la Finlandia era la base principale per la flotta russa del Baltico. Durante la sua giovinezza poi venne mandato in missione presso la corte imperiale giapponese e quella brasiliana, facendo ambedue le volte un'ottima figura.

### Matrimonio
Il 6 agosto del 1894, nella reggia di Peterhof, sposò Ksenija Aleksandrovna Romanova (1875-1960), la maggiore delle figlie di suo cugino di primo grado, lo zar Alessandro III (1845-1894), e della zarina Marija Fëdorovna nata Dagmar di Danimarca (1847-1928), diventando così cognato dell'ultimo zar Nicola II. Divenuto ben presto uno dei più fidi consiglieri, ebbe su di lui molta influenza.

### Rivoluzione russa
A seguito della rivoluzione russa lui, la sua famiglia e la suocera, l'imperatrice vedova Marija Fëdorovna, trovarono rifugio in Crimea sotto la protezione dell'esercito bianco, da cui fuggirono, all'arrivo dell'Armata rossa, imbarcandosi sulla nave da guerra britannica HMS Marlborough.

### Esilio e morte
Durante l'esilio scrisse le sue memorie Una volta ero un granduca, fonte preziosa sulla vita della corte zarista nell'ultimo mezzo secolo prima della rivoluzione. Inoltre trascorse del tempo come ospite di Ras Tafari (in seguito il Negus d'Etiopia Hailé Selassié), e ne scrisse nel seguito della sua autobiografia, Sempre un granduca.
Il Granduca morì a Roccabruna, in Francia, il 26 febbraio 1933.
Aleksandr Michajlovič fu membro della Massoneria, massone mistico e spiritualista,  si diceva Rosacroce  e philaleta.

## Discendenza
Il granduca Aleksandr Michajlovič e Ksenija Aleksandrovna Romanova ebbero i seguenti figli:

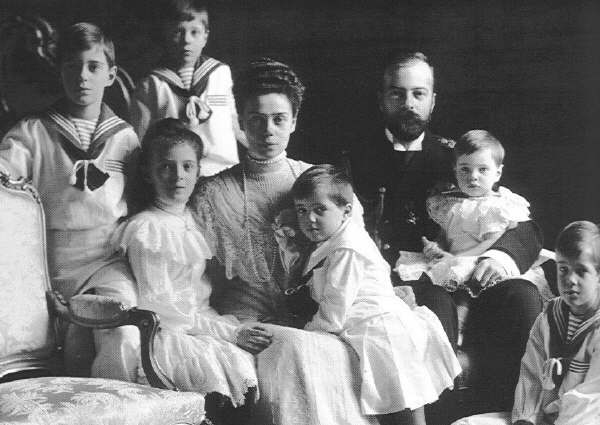
Il granduca Aleksandr Michajlovič con la sua famiglia

- Irina Aleksandrovna, nata nel 1895 e morta nel 1970;
- Andrej Aleksandrovič, nato nel 1897 e morto nel 1981;
- Fëdor Aleksandrovič, nato nel 1898 e morto nel 1968;
- Nikita Aleksandrovič, nato nel 1900 e morto nel 1974;
- Dmitrij Aleksandrovič, nato nel 1901 e morto nel 1980;
- Rostislav Aleksandrovič, nato nel 1902 e morto nel 1978;
- Vasilij Aleksandrovič, nato nel 1907 e morto nel 1989.

## Ascendenza
|                                     |                         |                                                          | Genitori                                   |  |  | Nonni |  |  | Bisnonni          |  |  | Trisnonni            |  |
|                                     |                         |                                                          |                                            |  |  |       |  |  | Paolo I di Russia |  |  | Pietro III di Russia |  |
|                                     |                         |                                                          |                                            |  |  |       |  |  | Paolo I di Russia |  |  | Pietro III di Russia |  |
|                                     |                         | Principessa Sofia di Anhalt-Zerbst Caterina II di Russia |                                            |  |  |       |  |  | Paolo I di Russia |  |  |                      |  |
| Nicola I di Russia                  |                         |                                                          |                                            |  |  |       |  |  | Paolo I di Russia |  |  |                      |  |
|                                     |                         | Sofia Dorotea di Württemberg                             | Federico II Eugenio, Duca di Württemberg   |  |  |       |  |  |                   |  |  |                      |  |
|                                     |                         | Sofia Dorotea di Württemberg                             | Federico II Eugenio, Duca di Württemberg   |  |  |       |  |  |                   |  |  |                      |  |
|                                     |                         | Sofia Dorotea di Württemberg                             | Federica Dorotea di Brandeburgo-Schwedt    |  |  |       |  |  |                   |  |  |                      |  |
| Granduca Michail Nikolaevič Romanov |                         | Sofia Dorotea di Württemberg                             |                                            |  |  |       |  |  |                   |  |  |                      |  |
|                                     |                         | Federico Guglielmo III di Prussia                        | Federico Guglielmo II di Prussia           |  |  |       |  |  |                   |  |  |                      |  |
|                                     |                         | Federico Guglielmo III di Prussia                        | Federico Guglielmo II di Prussia           |  |  |       |  |  |                   |  |  |                      |  |
|                                     |                         | Federico Guglielmo III di Prussia                        | Federica Luisa d'Assia-Darmstadt           |  |  |       |  |  |                   |  |  |                      |  |
| Carlotta di Prussia                 |                         | Federico Guglielmo III di Prussia                        |                                            |  |  |       |  |  |                   |  |  |                      |  |
|                                     |                         | Duchessa Luisa di Meclemburgo-Strelitz                   | Carlo II, Granduca di Meclemburgo-Strelitz |  |  |       |  |  |                   |  |  |                      |  |
|                                     |                         | Duchessa Luisa di Meclemburgo-Strelitz                   | Carlo II, Granduca di Meclemburgo-Strelitz |  |  |       |  |  |                   |  |  |                      |  |
|                                     |                         | Duchessa Luisa di Meclemburgo-Strelitz                   | Principessa Federica d'Assia-Darmstadt     |  |  |       |  |  |                   |  |  |                      |  |
| Aleksandr Michajlovič Romanov       |                         | Duchessa Luisa di Meclemburgo-Strelitz                   |                                            |  |  |       |  |  |                   |  |  |                      |  |
|                                     | Carlo Federico di Baden | Federico di Baden-Durlach                                |                                            |  |  |       |  |  |                   |  |  |                      |  |
|                                     | Carlo Federico di Baden | Federico di Baden-Durlach                                |                                            |  |  |       |  |  |                   |  |  |                      |  |
|                                     | Carlo Federico di Baden | Amalia di Nassau-Dietz                                   |                                            |  |  |       |  |  |                   |  |  |                      |  |
| Leopoldo di Baden                   | Carlo Federico di Baden |                                                          |                                            |  |  |       |  |  |                   |  |  |                      |  |
|                                     |                         | Luisa Carolina Geyer di Geyersberg                       | Luigi Enrico Filippo Geyer di Geyersberg   |  |  |       |  |  |                   |  |  |                      |  |
|                                     |                         | Luisa Carolina Geyer di Geyersberg                       | Luigi Enrico Filippo Geyer di Geyersberg   |  |  |       |  |  |                   |  |  |                      |  |
|                                     |                         | Luisa Carolina Geyer di Geyersberg                       | Massimiliana Cristiana di Sponeck          |  |  |       |  |  |                   |  |  |                      |  |
| Cecilia di Baden                    |                         | Luisa Carolina Geyer di Geyersberg                       |                                            |  |  |       |  |  |                   |  |  |                      |  |
|                                     |                         | Gustavo IV Adolfo di Svezia                              | Gustavo III di Svezia                      |  |  |       |  |  |                   |  |  |                      |  |
|                                     |                         | Gustavo IV Adolfo di Svezia                              | Gustavo III di Svezia                      |  |  |       |  |  |                   |  |  |                      |  |
|                                     |                         | Gustavo IV Adolfo di Svezia                              | Sofia Maddalena di Danimarca               |  |  |       |  |  |                   |  |  |                      |  |
| Sofia Guglielmina di Svezia         |                         | Gustavo IV Adolfo di Svezia                              |                                            |  |  |       |  |  |                   |  |  |                      |  |
|                                     |                         | Federica di Baden                                        | Carlo Luigi di Baden                       |  |  |       |  |  |                   |  |  |                      |  |
|                                     |                         | Federica di Baden                                        | Carlo Luigi di Baden                       |  |  |       |  |  |                   |  |  |                      |  |
|                                     |                         | Federica di Baden                                        | Amalia d'Assia-Darmstadt                   |  |  |       |  |  |                   |  |  |                      |  |
|                                     |                         | Federica di Baden                                        |                                            |  |  |       |  |  |                   |  |  |                      |  |